# Luka (zámek)
Luka jsou zámek ve stejnojmenné vesnici u Verušiček v okrese Karlovy Vary. Od roku 1994 je chráněn jako kulturní památka. Je v havarijním stavu.

## Historie
Předchůdcem zámku byla tvrz, která zde podle Augusta Sedláčka stála již ve třináctém století. V průběhu patnáctého století byla vesnice rozdělena na několik malých statků. Na tvrzi v roce 1523 sídlil Kryštof Štampach ze Štampachu († 1568), po němž následovali jeho synové Mikuláš a Volf Adam uvádění v roce 1577. O dva roky později se rozdělili o majetek: Mikulášovi připadla Luka, zatímco Volf Adam dostal Stroupeč. Mikuláš zemřel roku 1584 a Luka po něm zdědila vdova, po jejíž smrti se majiteli stali Mikulášovi synovci Abraham, Kryštof a Adam. Ti v roce 1588 zámek prodali Janu Jindřichu Prölhoferovi z Purkrsdorfu.
Dějiny v první polovině sedmnáctého století jsou nejasné. August Sedláček uvádí, že Jan Jindřich Prölhofer zemřel roku 1604 a v držení statku po něm následoval syn Fabián Šebestián Prölhofer a vnuk Jan Jindřich Prölhofer. Po něm se měla majitelkou stát jeho dcera Anna Barbora provdaná za Volfganga Libštejnského z Kolovrat. Naproti tomu podle Miloslava Bělohlávka Prölhoferové o Luka přišli mnohem dříve a v letech 1615–1652 panství patřilo Lochnerům z Paliče. Za nich měla během třicetileté války tvrz zaniknout, ale gotické a renesanční zdivo bylo nalezeno v dochované budově zámku.
Volfgang Libštejnský z Kolovrat okolo roku 1660 nechal renesanční tvrz přestavit na raně barokní zámek. V roce 1676 se správy panství ujal Volfgangův syn Antonín, který byl poručníkem mladších sourozenců. S nimi se roku 1682 rozdělil o majetek, takže se stal jediným vlastníkem statku. Antonín zemřel roku 1699, a panství přešlo na jeho nezletilého syna Václava Ferdinanda Libštejnského z Kolovrat. Vzhledem k vysokým dluhům však o zámek v roce 1709 přišel a v jeho držení se vystřídala řada dalších majitelů, mj. Deymové ze Stříteže či František Antonín Nostic-Rieneck.
V první polovině 20. století byla budova používána mj. jako škola, v druhé polovině budovu užíval státní statek a začala chátrat. Začátkem 90. let byl proveden historický výzkum, bylo vyčištěno celé okolí zámku, postavena ohradní zeď a obnoven krov. Budova byla také v roce 1994 zapsána do seznamu kulturních památek. Rekonstrukce však dále nepokračovala.
V roce 2017 byla budova dlouhodobě neudržovaná a nevyužívaná budova v havarijním stavu, poškozenou střechou zatékalo do interiéru, docházelo k destrukcím zděných nosných konstrukcí, propadaly se stropy a hrozilo celkové zřícení objektu.

## Stavební podoba
Gotická stavba se částečně dochovala v severním zámeckém křídle. Tvořila ji obdélná budova s přístavkem u jihovýchodního nároží. Při renesančních úpravách byla rozšířena do trojkřídlé podoby s budovami rozmístěnými okolo malého dvora. Toto uspořádání respektovala i barokní přestavba z doby okolo roku 1660. Západní křídlo, které zcela uzavřelo čtvercový dvůr, vzniklo až v devatenáctém století. Jižní křídlo má obě kratší průčelí zdůrazněná štíty členěnými pilastry.

## Přístup
Zámek stojí v nepřístupném areálu na západním okraji vesnice. Kolem vede silnice, po které je značená cyklotrasa č. 2249 z Šemnice k Valči.